# فاباو (لاعب كرة قدم مواليد 1981)
فابيو سانتوس دا سيلفا (23 فبراير 1981-)، لاعب كرة قدم برازيلي، لعب مع الكرامة ووصل مع الفريق إلى نهائي دوري أبطال آسيا وإلى الدور ربع النهائي من نفس البطولة.

## وصلات خارجية
- فابيو سانتوس دا سيلفا على موقع قاعدة بيانات كرة القدم.إي يو (الإنجليزية)
- فابيو سانتوس دا سيلفا على موقع عالم كرة القدم.نت (الإنجليزية)
- فابيو سانتوس دا سيلفا على موقع كووورة